# Лунен магмен океан
Според теорията на големия сблъсък голямо количество енергия е освободено при формирането на Луната и се смята, че в резултата голямо количество от спътника е стопено, формирайки лунен магмен океан. Хипотезата за магмения океан произлиза от силно анортозитния състав на кората в лунните възвишения, както и от наличието на скали с висока концентрация на геохимически компонент наречен KREEP.
Линния магмен океан се е формирал 70 млн. години след зараждането на Слънчевата система, а по-голямата част от океана е кристализарала 215 млн. години след началото.